# بندیکت پیتربورویی
بندیکت (انگلیسی: Benedict of Peterborough)، که گاهی با با عنوان بندیکتوس آباس شناخته می‌شود، راهب پیتربورو بود. وی همچنین نویسنده کتاب گشتا هنریکی رگیس سکوندی (Gesta Henrici Regis Secundi) و گشتا رگیس ریکاردی (Gesta Regis Ricardi) است که مشتمل بر وقایع سال‌های ۱۱۸۹ تا ۱۱۹۲ میلادی و زندگانی هنری دوم، پادشاه انگلستان، هستند.
نخستین گزارش‌ها از زندگانی وی به سال ۱۱۷۴ میلادی باز می‌گردد که توسط اسقف‌اعظم ریچارد، جانشین توماس بکت، در کانتربری آمده است. در سال ۱۱۷۴ وی به عنوان ارشد و رئیس تثلیث مقدس انتخاب شد و در سال ۱۱۷۷ مقام اسقف کلیسای جامع پیتربورو را از هنری دوم دریافت کرد.